# 수요
경제학에서 수요(需要, demand)란 소비자가 특정 재화나 서비스를 구매하기 위한 의지와 소망을 나타내는 경제원리이다. 기본적으로 수요란 구매자가 원하는 재화나 서비스의 양을 의미한다. 수요량이란 특정 가격 하에 사람들이 구매하고자 하는 양을 의미한다. 가격과 수요량의 관계를 수요의 법칙이라고 부른다. (수요와 공급 페이지를 참고하기 바란다.) 수요라는 용어는 주어진 시간에 특정 재화를 소비하고자 하는 의사와 능력을 뜻한다.
경제학자들은 수요를 수요표(demand table) 혹은 수요곡선(demand curve) 그래프를 이용하여 나타낸다. 보통 수요곡선은 우하향하는 모습을 보인다. 우하향하는 모습은 가격과 수요량의 관계를 보여주는데, 가격이 하락하면 수요량은 증가한다. 원칙적으로 각 소비자는 자신이 구매하고자 하는 모든 상품에 대해 수요곡선을 가진다. 개인의 수요곡선은 한계효용(이윤)곡선과 일치한다고 말할 수 있다. 개인의 수요곡선을 모두 합하면 제품의 수요곡선이 도출된다. 만약 외부효과(externalities)가 없다면 시장수요곡선은 사회효용(이윤)곡선과 일치하게 된다.
실제 수요는 실수요(實需要)라고 부르며 반의어 가수요(假需要)는 실제 수요가 없음에도 일어나는 예상수요이다.

## 수요
수요는 다른 모든 조건이 동일할 때(ceteris paribus) 다양한 가격과 시점에서 구매자가 구입할 의사와 능력이 있는 재화의 양을 의미한다. 여기서 수요가 구매의사와는 별개라는 것을 집고 넘어가야 한다. 사실 구매의사는 개인이 충분한 돈이 합쳐져야만 비로소 수요라 부를 수 있다.
수요의 법칙의 조건 (Melvin and Boyes (2010))
1. 다른 모든 조건이 동일할 때
2. 특정 기간 내에
3. 사람들이 소비할 의사와 능력이 있고
4. 가격의 상승/하락에 따라 감소/증가하는
5. 잘 정의된 재화나 서비스의 양

수요는 가격과 수요량이라는 두 가지 변수 간의 관계인데, 이 때 수요에 여향을 미칠 수 있는 다른 모든 요인들은 변하지 않는다고 가정한다.
다른 모든 조건이 일정할 때 : 가격 뿐만 아니라 다른 많은 요인들 역시 수요량에 영향을 미칠 수 있다. 그중 수입과 관련재의 가격 인구수, 기대, 선호 같은 것들이 있다. 재화의 가격과 수요량의 인과관계를 파악하기 위해서는 이런 다른 모든 조건들이 일정하게 유지되어야 한다.
특정 기간 내에 : 수요는 정해진 시간 동안 구매된 물건의 양을 말한다. 예를 들어 65,000원일 때 4,000 개의 재화가 팔린다고 말하는 것은 불가능하며, 오직 하루에, 일주일 동안, 한달 동안이라는 조건이 붙어야만 한다.
의사와 능력 : 시장에 참여하기 위해서 소비자는 구매할 의사가 있어야 할 뿐만 아니라 소비할 능력 역시 필요하다. 예를 들어 민수가 자동차를 구매하고 싶다고 하자. 하지만 그에게 돈이 없다면 그의 소망은 실현될 수 없는 부적절한 것이다.
수요의 법칙 : 이것은 가격과 수요량이 수요곡선 상 음의 관계(역의 관계)를 가짐을 보여준다.
잘 정의된 : 마지막 조건 중 중요한 것은 "잘 정의된"이라는 재화나 서비스 라는 것이다. 이 부분은 우리가 한 재화 내에서 가격과 수요량의 관계를 설명한다는 것을 확실시 하기 위한 장치이다. 만약 우리가 한 재화의 수요에 관심이 있다며, 한 재화의 가격과 관련없는 다른 재화의 수요량을 비교할 필요가 없을 것이다. 재화가 잘 정의되었다는 것은 재화의 브랜드나 모델, 노후상태, 양, (서비스의) 질(質)이 동일한 상태임을 뜻한다.

## 수요의 변동
수요가 증가하면 모든 가격 순에서 수요량이 예전보다 많아지고, 수요가 감소하면 모든 가격 수준에서 수요량이 예전보다 적어진다.

## 수요에 영향을 미치는 요소
소비자의 구매의사와 구매능력에 영향을 미치는 요소와 상황은 무궁무진하다. 일반적으로 다음과 같은 것들이 있다.
재화의 가격 : 기본적인 수요 관계는 재화의 잠재 가격과 그 가격 하에서 소비되는 재화량 사이에 있다. 보통 음의 관계가 성립하는데 이것은 가격의 상승이 곧 수요량의 감소를 가져온다는 것을 의미한다. 이 음의 관계로 수요곡선이 우하향하는 모양을 띈다. 가격과 수요량이 음의 관계를 갖는 것은 매우 타당하고 직관적이다. 만약 새 소설책의 가격이 높다면 사람들은 책을 구매하기 보다는 도서관에서 대여해 보려 할 것이다. 또 만약 새로운 기계의 가격이 높은 경우 기업들은 기계를 대체하기 보다는 기존 기계를 사용하려 할 것이다.
관련재의 가격 : 연관재의 가격이라고도 한다. 기본적으로 관련재에는 보완재와 대체재가 있다. 보완재는 본 재화와 같이 사용되는 재화를 말한다. 예를 들어, 핫도그와 머스타드, 맥주와 치킨, 자동차와 기름 등이 있다. (완전보완재는 하나의 상품처럼 소비된다.) 보완재의 가격이 상승하면 본 재화의 수요는 감소한다. 수학적으로, 수요곡선에서 보완재의 가격을 나타내는 변수는 음의 계수를 갖는다. 예를 들어 Qd = a - P - Pg라는 식을 생각해보자. 여기서 Q는 자동차의 수요량이고, P는 자동차의 가격, Pg는 기름(gasoline)의 가격이다. 다른 관련재로는 대체재가 있다. 대체재란 본 재화를 대신하여 사용할 수 있는 재화를 말한다. 수학적으로 대체재의 가격과 본 재화의 가격 사이에는 양의 관계가 있다. 만약 대체재의 가격이 상승하면 본 재화의 수요는 증가하고, 대체재의 가격이 하락하면 본 재화의 수요는 감소한다.
가용재산 : 대부분 가용재산(세후 재산)이 많을수록 많은 재화를 구매하려 들 것이다.
선호 : 재화를 소비하고자하는 욕구가 강할수록 재화를 더 많이 사려고 할 것이다. 사려는 의지와 수요는 다른데, 의지는 단순히 재화 고유의 성질에 의한 구매욕구이고, 수요란 이런 의지와 함께 구매 능력이 있는 경우를 뜻한다. 보통 개인의 선호는 일정하다고 가정한다.
미래 가격과 소득에 대한 기대 : 만약 소비자가 재화의 가격이 높아지리라 예상한다면 현재 더 많이 구매하려고 할 것이다. 만약 소비자가 미래에 더 많은 소득이 있을거라 기대할 경우 마찬가지로 현재 더 많이 소비하려 할 것이다. 다시 말하면 미래 소득에 대한 긍정적인 기대는 현재 소비를 장려할 것이다.
인구 : 인구의 증가는 수요의 증가를 가져올 것이다.
재화의 성격 : 재화가 기본 원자재라면 더 많이 소비할 것이다.
- 이 목록만이 전부는 아니다. 소비자의 구매성향과 구매능력에 영향이 있는 모든 조건과 상황들은 수요에 영향을 미칠 수 있다. 예를 들어 갑자기 소나기가 오면 우산을 살 것이다.

## 수요함수와 수요방정식
수요방정식이란 수요량과 수요량에 영향을 미치는 것 사이의 관계를 수학적으로 나타낸 것이다. 예를 들어 Qd = f(P; Prg, Y)는 Qd가 수요량, P가 가격, Prg가 관련재의 가격, Y가 소득을 나타내는 수요방정식이라 할 수 있다. 이 식에서 우변을 수요함수라 부른다. 수요함수에서 세미콜론(;)은 그 뒤의 변수들이 일정하게 유지된다는 것을 뜻한다. 이것은 한 공간에 수요곡선을 그리기 위해서다. 단순한 예로 Qd = 325 - P - 30Prg + 1.4Y 가 있다. 여기서 325는 수요에 영향을 미치는 모든 다른 요인들로 인한 것이며, P는 가격이다. 수요의 법칙에 따라 P의 계수는 음의 값을 갖는다. 관련재는 보완재일수도 대체재일수도 있다. 보완재라면 Prg의 계수는 예시에서처럼 음의 값을 가질 것이고, 대체재라면 양의 값을 가질 것이다. Y는 소득을 뜻하는데 Y의 계수가 양의 값이라는 것은 이 재화가 정상재라는 것을 알려준다. 만약 소득의 계수가 음의 값일 경우 이 재화는 열등재가 된다. 열등재란 소비자의 소득이 증가함에 따라 수요가 줄어드는 재화를 일컫는다. 가격을 제외한 다른 변수들에 값을 다음과 같이 대입해보자. Prg = 4.00, Y = 50 그러면 원래 식은 Q = 325 - P - 30(4) +1.4(50) 이고, 이를 정리하면 다음 식이 나온다. Q = 275 - P 만약 소득이 55로 상승하면 식은 Q = 282 - P 가 된다. 이처럼 가격을 제외한 다른 변수들의 변화는 수요곡선 자체의 이동을 발생시킨다.

## 수요곡선
가격과 수요량의 관계는 수요곡선으로도 표현할 수 있다. 수요곡선은 우하향하는 모양을 띈다. 일반적으로 2차원 평면에 그리며, 가격과 수요량 단 두 변수사이의 관계를 보여준다. 다른 모든 변수들은 일정하다고 가정하지만 그 변수들 역시 수요곡선의 일부이며 변수들의 변화는 곡선의 위치를 결정한다. 수요곡선을 비롯한 대부분의 경제 그래프에서 독립변수는 세로 축에 표시되고 종속변수는 가로 축에 표현된다. 결과적으로 그래프는 P = f(Q)를 그린 꼴이 된다. 여기서 f(Q)는 수요함수의 역함수이지만 간편하게 이를 수요곡선이라 부르기도 한다.

## 소득효과와 대체효과
수요곡선이 우하향 하는 것은 소득효과와 대체효과 때문이다. 재화의 상대적 가격이 하락하면 소비자들은 더 비싼 재화 대신 그 재화로 대체하려 들 것이다. 다시 말하면, 상대적으로 가격이 내려간 재화를 더 많이 소비할 것이다. 이것을 바로 대체효과라 부른다.
한편 재화의 상대적 가격이 하락했을 때, 소비자들은 재화 소비를 늘이지 않는다면 여윳돈이 생기게 된다. 소비자는 이 돈으로 어떤 재화든 구매할 수 있다. 이런 구매 능력을 소득효과라 부른다.

## Discrete goods
때로는 가격과 수요의 관계를 연속적인 곡선으로 나타내는 것이 무리인 경우가 있다. 매우 적은 양만 수요되는 경우이기 때문인데, 재화와 서비스가 작은 단위로 측정 가능할 때만 연속적인 곡선으로 표현하기 쉽다. 예를 들어 칼로리로 측정되는 음식이나 시간단위로 측정되는 여가시간을 연속적인 곡선으로 표현할 수 있다. 하지만 재화의 가격이 매우 커서 소비자의 재산에서 차지하는 비중이 큰 경우, 수학적으로나 기하학적으로나 이런 방식에 수정을 가할 필요가 있다. 예를 들어 자동차나 집은 대부분의 사람들에게 Discrete Goods라 할 수 있고, 안경이나 자전거는 빈곤한 사람들에게나 Discrete Goods일 것이다. 국가적 차원에서는 원자력발전소나 우주정거장 계획 등이 Discrete Goods라 하겠다. 이와 같은 분석은 소비자 전체 차원보다는 소비자 개인 차원에서 더 쓸모가 있다. 3백만대의 차를 사려는 것과 3백만 1대의 차를 사려는 것은 시장 전체로 보면 너무 작아, 연속적인 것으로 봐도 무방하다고 생각할 수 있지 않겠는가.

### Discrete goods의 수요곡선
소비자가 한 단위를 더 구매하는 것과 한 단위를 더 구매하지 않는 것이 무차별한 가격을 유보가격 (r)이라 부른다. 더 쉽게 말하면 소비자가 하나를 더 사든 말든 상관없는 가격이 유보가격인 셈이다. 이 용어는 주식용어에서 따왔다. 만약 재화의 가격이 p이고 수요량이 n개일 때, rn>=p>=rn+1이다. 예를 들어 성수가 차를 살지 말지 고민하는 상황에서(n=0 혹은 n=1) 차의 가격이 1500만원이라 하면 (p=1500만). 성수가 소비를 결정하는 결정요인은 유보가격 (r)과 차 구매에 지불하려는 최대 금액 두가지 뿐이다. 만약 성수가 차 한대를 사기로 했다면 r1>=15,000>=r2가 되고, 사지 않기로 했다면 r0>=15,000>=r1. 가 된다.
다른 수요곡선과 마찬가지로, Discrete goods의 수요곡선의 경우에도 기본적으로 우하향하는 모습을 지닌다. 그러나 Discrete goods의 수요곡선의 경우에는 계단모양처럼 생겼는데, 이는 정수단위로만 소비될 수 있다는 것을 반영한 것이다. 수요곡선의 수평부분은 소비자가 재화 한 단위를 더 사도 되고, 사지 않아도 된다는 것을 보여준다. 한편 수직인 부분은 수요량이 변화지 않는 가격의 범위를 나타낸다. 그렇지만, 가격이 변함에 따라 소비자잉여는 변하게 된다.

## 수요곡선 상의 이동과 수요곡선 자체의 이동
수요곡선은 가격과 수요량의 관계를 2차원 평면에 나타낸 도형이다. 재화 가격의 변화로 수료량이 변한 경우 수요곡선 상의 이동이 일어난다. 가격 외 수요의 결정요인이 변화한 경우 수요의 변화가 있었다고 말하고, 이 경우 수요곡선 자체의 이동이 일어난다. 예를 들어 보완재의 가격이 상승한다고 하면, 수요가 감소하여 수요곡선이 좌측으로 이동할 것이다. 반대로 수요곡선이 우측으로 이동한다면 수요가 증가했다고 말할 수 있다. 수요곡선의 이동은 수요방정식이 변화한 것임을 나타낸다.
수요곡선 상의 이동은 가격의 변화로 수요량이 변화했을 때 나타난다. 여기서 수요량이 수요가 아님에 유의해야 한다. 수요의 변화는 수요함수에서 다른 요인의 변화로 수요곡선 자체가 이동한 것이기 때문이다.

## 개인수요곡선과 시장수요곡선
시장수요곡선은 개인수요곡선의 수평합이다. 개인수요곡선의 합은 가격 외 수요결정요인 세 가지를 알려준다. (1) 소비자의 수, (2) "소비자의 선호 분포", (3) "다른 선호를 가진 소비자들의 소득 분포". 만약 재화에 대해 강한 선호를 가진 소비자들이 증가한다면, 다른 모든 조건이 일정할 때 제품에 대한 수요는 증가할 것이다. 마지막으로 강한 선호도를 가진 소비자들의 소득분포의 변화는 수요곡선에도 변화를 일으킬 것이다. 개인의 수요에 영향을 미치는 요소들은 시장 수요에도 영향을 미친다. 그러나 순(純)효과 만도 고려해야 한다. 예를 들어 한 개인에게 보완재인 제품이 다른 개인에게도 반드시 보완재는 아니다. 게다가 보완재나 대체재의 강도는 사람에 따라 다를 수 있다. 그러므로 수요를 합할 때, 대체재와 보완재를 고려해야 한다. 마지막으로 기업의 재화나 서비스의 수요는 경쟁사의 가격이나 판매전략에도 영향을 받는다.

### 수평합과 수직합
개인수요곡선을 합할 때, 중요한 것은 수직합이 아니라 수평합이어야 한다는 것이다. 시장수요곡선을 도출하려면 수량의 합이 필요하기 때문이다. 수학적으로 표현한 그래프는 수요함수의 역함수를 나타내는데, 이 역함수를 합하는 것은 가격의 합을 의미하게 된다. 기하학적으로 수요함수를 정확히 더하기 위해서는 수요함수의 역함수를 수요함수로 바꿔 가격에 대한 수요량 함수로 나타내야 한다. 예를 들어 시장에 두 명의 소비자가 있다고 가정하자. 그리고 소비자 각각의 수요함수가 P = 30 - 2Q 와 P = 30 - 6Q 라 했을 때, 시장수요곡선을 구하기 위해서는 이 두 함수를 더해야 한다. 함수를 더하기 전, 함수의 모양을 정확한 수요함수 모양으로 다음과 같이 바꾸어 주어야 한다.  Q = 15 - (P/2), Q = 5 - (P/6). Q1 과 Q2를 합하면 15 - (P/2) + 5 - (P/6) = 20 - (4P/6)= 20 - 2P/3 의 모양이 되어 이가 시장수요곡선임을 알 수 있다.

### 계수의 합
시장수요곡선을 도출하기 위해 개인수요곡선을 합할 때, 재화의 가격을 위해 계수들을 합했다는 것을 기억해보라. 여기서 표현되지 않은 가정은 일물일가의 법칙에 따른 것이다. 다양한 변수가 존재할 때, 계수의 합은 조금 더 복잡해진다. 예를 들어 소득이 수요의 주요 결정요인이라고 하자. 그러나 추가적인 소득에서 특정 재화나 서비스를 소비하는 비중은 크게 다를 수 있다. 그렇기에 이런 상황에서 계수를 합하는 것은 위험하다. Nicholson 책의 사례를 살펴보자. 여기서 우리는 두 명의 소비자가 있다고 가정한다. 소비자1의 오렌지에 대한 수요는
X1 = 10 - 2Px + 0.1I1 + 0.5Py
라 나타내고, 소비자2의 수요는
X2 = 17 - Px + 0.05I2 + 0.5Py
라고 한다. 여기서 Px는 오렌지의 가격, Py는 포도의 가격, I1는 소비자1의 소득이고, I2는 소비자 2의 소득이다.
그렇다면 시장수요곡선은  X1 + X2 = 27 - 3Px + .1I1 + 0.05I2 + Py. 가 될 것이다. I1, I2 과 Py 의 값을 각각 40, 20, 4로 대입하면 다음과 같은 수요함수를 얻을 수 있다.
- X1 + X2 = 27 - 3Px + .1I1 + 0.05I2 + Py.
- X1 + X2 = 27 - 3Px + .1(40)1 + 0.05(20)2 + 4
- X1 + X2 = 27 - 3Px + 4 + 1 + 4
- X1 + X2 = 38 - 3Px

- 만일 포도의 가격이 5로 상승한다면 수요함수는 다음과 같이 변화할 것이다.
- X1 + X2 = 39 - 3Px, 가격 외 요인의 변화는 수요곡선 자체를 이동시킨다.
- 만약 소득세가 부과되어 소비자1과 소비자2가 세금을 5만큼 낸다면, 다음과 같은 새로운 수요함수를 구할 수 있다.

- 'X1 + X2 = 27 - 3Px + .1I1 + 0.05I2 + Py.
- X1 + X2 = 27 - 3Px + .1(35) + 0.05(25) + 5.
- X1 + X2 = 27 - 3Px + 3.5 + 1.25 + 5.
- X1 + X2 = 27 - 3Px + 9.75
- X1 + X2 = 36.75 - 3Px

소득의 재분배는 수요를 감소시키고 이 변화 역시 수요곡선 자체를 좌측으로 이동시켰다. 여기서 소비자 개인의 수요는 다른 소비자들의 수요에 영향을 받지 않는 다는 가정은 시장수요곡선을 도출하기 위하여 필수적이다. 마지막으로 단순한 계수의 합은 특정 범위의 가격에 한해 비직관적인 결과를 내놓기도 한다. 이 경우 개인수요곡선은 특정각격에서 유효하지 않을 수도 있다는 것을 의미한다.
Frank라는 경제학자가 말했듯이 "시장수요곡선을 도출하기 위해 개인수요곡선의 수평합을 구하는 것은 모든 소비자들이 한 제품에 같은 시장가격을 접하기 때문이다. 그러나 소비자들의 소득이 크게 다를 경우, 소득이 일정하다고 가정하고 수요량을 합하는 것은 맞지 않는"다.

## 수요의 가격 탄력성
수요의 가격탄력성(Price elasticity of demand, PED)이란 가격(P)이 변화함에 따라 수요량(Q)의 변화가 얼마나 민감한지를 측정하는 지표이다. 탄략성은 가격의 변화율이 변함에 따라 수요량의 변화율이 상대적으로 어떻게 변하는지를 알려준다. 가격의 변화가 매우 작다면 수요의 가격탄력성은 (∂Q/∂P)×(P/Q)의 절댓으로 구할 수 있다.

### 가격탄력성의 결정
(수요의) 가격탄력성을 정의하는 보다 중요한 요인은 가격 변화 시 즉각적인 소비를 연기하고 대체재를 찾는 등의 소비자들의 의사와 능력이다. 소비를 더 늦추고 대체재를 더 많이 찾을수록, 그리고 더 많은 대체재가 존재할수록 수요는 더 탄력적이다. 탄력성을 결정하는 요인들을 나열하면 다음과 같다.
대체재의 유무 : 더 많은 선택권이 있다면, 재화에 대한 수요의 가격탄력성은 커지게 된다. 만약 펩시콜라의 가격이 20% 오르면 코카콜라나 사이다 등의 탄산음료를 사면 된다. 펩시콜라를 사지 않고 "더 싼 브랜드"를 사는 소비자의 능력이 펩시의 가격탄력성을 크게 만들기 때문이다.
필수성 : 필수적인 재화는 위에서 언급한 소비자의 의사나 능력관 관련이 없다. 적당한 대체재의 수가 적거나 전혀 없기 때문이다. 인슐린을 생각해보면, 이에 대한 대체재는 전혀 없으므로 이에 대한 수요의 탄력성은 제로(0)이다.
소득에서 차지하는 비중 : 대부분의 소비자는 비싼 물품을 구매할 때는 신중하게 선택한다. 만약 물건의 값이 재산에서 차지하는 비중이 상당하다면 그것을 대신할 대체재를 찾거나 할 것이다. 소비자는 100원짜리 사탕을 사는 것보다 300만원하는 텔레비전을 살 때 더 많은 시간동안 고민할 것이다. 그렇기에 전자(사탕)보다 후자(텔레비전)의 수요가 더 탄력적이다.
기간 : 기간이 길면 소비자가 대체재를 찾을 시간이 늘어난다. 그러므로 기간이 길면 가격탄력성이 커지게 된다.
제품의 정의 : 제품이 구체적으로 정의되느냐, 광범위하게 정의되느냐에 따라 탄력성이 변화한다. 예를 들어 자동차 일반에 대한 수요는 현대자동차에 대한 수요보다 비탄력적이고, 현대자동차에 대한 수요는 아반떼에 대한 수요보다 비탄력적이다.
대체재에 대한 정보 : 대체재를 쉽게 생각해낼 수 있거나, 대체재를 찾을 의사가 클수록, 수요의 가격탄력성이 증가한다.
가격범위 : 해당제품의 가격범위 역시 가격탄력성에 영향을 미친다.
재화의 성질 : 재화가 필수재이냐, 사치재이냐, 편리재이느냐에 따라 탄력성이 변화한다. 필수재의 경우 필수적인 물건이기 때문에 재화의 가격이 상승하더라도 소비자들은 수요를 줄이지 않을 것이다. 그러므로 필수재는 비탄력적인 경향이 있다. 사치재나 편리재의 경우에는 탄력적인 경향이 있다. 다시 말하면, 현재 가격에서는 구매할 의사가 있지만 반드시 필요한 물건은 아니기 때문에 가격이 상승하면 구매하지 않을 것이다. 예)고급자동차, 가전제품 등

### 수요곡선이 직선인 경우의 탄력성
수요곡선의 기울기는 일정하다. 수요곡선에서 오른쪽(아래)으로 이동함에 따라 탄력성은 점차 감소하게 된다. 이는 가격과 수요량의 비율이 점차 감소하기 때문이다. 수요곡선의 y절편은 무한탄력적이다. 변수 Q 가 탄력성을 구하는 식에서 분모에 해당하는데 값이 0 이기 때문이다. 한편 수요곡선의 x절편은 완전비탄력적이다. 변수 P가 탄력성 식에서 분자에 해당하는데 값이 0 이기 때문이다. 수요곡선에서 단위탄력적인 지점이 하나 있다. 단위탄력적이라 함은 탄력성이 1인 경우를 말한다. 직선의 가운데 점이 바로 그 부분인데, 그보다 가격이 높은 경우 탄력적으로 되고(탄력성>1) , 그보다 가격이 낮은 경우 비탄력적이다 (탄력성<1) .

### 가격탄력성이 일정한 경우
{\displaystyle Q=aP^{c}} 여기서 a 와 c는 상수이고, 탄력성은 c이며 이 때 {\displaystyle c\leq 0}이다.

## 시장구조와 수요곡선
완전경쟁시장에서의 시장가격하에서 수요곡선과 평균이윤곡선, 한계이윤곡선은 모두 일치하며 수평의 모양을 갖는다. 수요곡선은 완전탄력적이며 평균이윤곡선과 한계이윤곡선과 같다. 여기서 개별적인 경제주체들은 가격수용자(price-taker)이다. 완전경쟁시장에서의 기업에게 시장지배력은 없다. 다시 말해 교환의 조건에 영향을 미칠 수 없다는 것이다. 기업들은 단지 어느 정도의 양을 생산할지 (생산하지 않을지) 결정할 수 있다. 완전경쟁시장이 아닌 경우, 시장수요곡선은 우하향하는 모양이며 별개의 한계이윤곡선을 갖는다. 이 경우 기업에게 가격결정권이 있다. 기업은 얼마나 생산할지 또는 가격을 얼마나 받을지 결정할 수 있고, 결정 시 두가지 변수 모두 고려한다.

## 역수요함수
선형 수요함수의 표준은 Q = a - bP이다. 이것은 가격에 대한 수요량 함수라는 뜻이다. 역수요방정식 혹은 가격방정식에서는 가격을 수요량에 대한 함수처럼 취급한다. 선형 역수요방정식을 구하기 위해서는 수요함수를 P에 관한 식으로 바꿔 쓰면 된다. 예를 들어 수요함수가 Q = 240 - 2P 라면 역 수요방정식은 P = 120 - 0.5Q 가 된다. 여기서 우변을 역수요함수라 한다. 역수요함수는 총이윤함수와 한계이윤함수를 구할 때 유용하게 쓰인다. 총이윤함수(TR)는 가격 P와 수요량 Q의 곱으로 나타낼 수 있다. 이를 위의 예에 대입해 보면, TR = (120 - 0.5Q) × Q = 120Q - 0.5Q²가 된다. 한계이윤함수(MR)은 총이윤함수를 한번 미분한 것이므로 MR = 120 - Q 가 된다. 이 선형 사례에서, 한계이윤함수가 역수요함수와 y절편이 같다는 사실을 알아야 한다. 반면 한계이윤함수의 x절편의 값은 역수요함수의 x절편 값의 반이고, 한계이윤함수의 기울기가 역수요함수의 두배에 해당한다는 것도 알 수 있을 것이다. 이런 관계는 모든 선형 수요함수에서 항상 적용된다. 정확한 한계이윤을 구하는 것은 시장구조에 상관없이 한계이윤이 한계비용(MC)과 같을 때 이윤극대화(profit-maximizing)조건이 성립하기 때문에 중요하다. 한계비용을 구하기 위해서는 총비용함수를 한번 미분한다. 예를 들어 가격을 C = 420 + 60Q + Q2 라 하면 MC = 60 + 2Q이다. 이윤극대화를 위한 생산량 Q는 MR 과 MC를 같다고 두고 계산하면 구할 수 있는데, 계산해보면 Q = 20 이 나온다. 이윤극대화 하에서의 가격은 생산량 Q를 역수요함수에 대입하여 구할 수 있다.

## 잔여수요곡선
개별 기업이 고려하는 수요함수를 잔여수요곡선(residual demand curve)라 부른다. 잔여수요곡선은 주어진 가격 하에서 그 기업만이 생각하는 수요곡선으로, 시장수요곡선에서 다른 기업의 공급을 뺀 것이다. 그러므로 잔여수요곡선 Dr(p)는 Dr(p) = D(p) - So(p)이다.

## 같이 보기
- 수요사슬
- 수요곡선
- 수요표
- 파생수요
- 수요의 법칙
- 공급의 법칙
- 공급
- 수요와 공급
- 효용